# Höelün
Höelün (ur. ?, zm. ok. 1208) – matka Czyngis-chana. 

## Życiorys
Pochodziła z mongolskiego rodu Ołkunutów. Pod koniec lat 40. lub na początku lat 50. XII wieku w czasie podróży, do obozu swojego pierwszego męża Merkity – Jeke Cziledü – została porwana przez Jesügeja Baatura mongolskiego wodza, który wziął ją za żonę. Höelün miała z nim czterech synów: Temudżina, Kasara, Kaczi'una i Temügego, zwanego Otcziginem, oraz córkę Temülün. Po jego śmierci przez kilka lat kierowała rodem. Jej spory z wdowami po poprzednich chanach Ambakaju i Kutule (które zarzucały jej chciwość i skąpstwo) doprowadziły do rozpadu rodu, poddani porzucili obóz, choć część z nich Höelün na krótko zawróciła. Nieskutecznie starała się łagodzić konflikty między swymi synami a ich braćmi przyrodnimi Bekterem i Belgütejem, które doprowadziły do zabójstwa Bektera. Tajna historia Mongołów przypisuje jej główną rolę w utrzymaniu rodziny w pierwszych latach po odejściu poddanych.

## W ordzie Czyngis-chana
Odgrywała dużą rolę polityczną w imperium mongolskim, była doradcą Czyngis-chana, posiadała własny tümen (wspólnie z najmłodszym synem Otcziginem). Wraz z kolejnymi podbojami oddawano jej dzieci z podbitych bądź dobrowolnie podporządkowanych ludów, które wychowywała, by były uszami i oczami dla jej synów. Był wśród nich przyszły zwierzchnik sądownictwa mongolskiego Szigi Kutuku, a także Güczu, Kököczu i Borokuł. Wszyscy oni osiągnęli później wysokie stanowiska w imperium. Podczas konfliktu z rodem Kongoktan, Höelün broniła Kasara, zmarła jednak nie doczekawszy jego zakończenia. Według Tajnej historii Mongołów miała umrzeć ze zmartwienia z powodu konfliktu między braćmi. Według Raszyda al-Dina po śmierci Jesügeja, miała poślubić jednego z zasłużonych dla Czyngis-chana możnych mongolskich – Mönglika.